# 前420年
| 千纪： | 前1千纪 |
| 世纪： | 前6世纪 \| 前5世纪 \| 前4世纪 |
| 年代： | 前450年代 \| 前440年代 \| 前430年代 \| 前420年代 \| 前410年代 \| 前400年代 \| 前390年代                                                                                          |
| 年份： | 前425年 \| 前424年 \| 前423年 \| 前422年 \| 前421年 \| 前420年 \| 前419年 \| 前418年 \| 前417年 \| 前416年 \| 前415年                                                            |
| 纪年： | 周威烈王六年 魯元公十七年 齊宣公三十六年 晉幽公十四年 趙獻子四年 魏文侯五年韓武子五年 秦靈公五年 楚簡王十二年 宋昭公四十九年 衛懷公六年 鄭繻公三年 燕閔公十九年 越王朱勾二十八年 |

## 大事記
- 羅馬開始由百人會議（Comitia Centuriata）選出每個年度的四位財務官。

## 出生
- 申不害，法家代表人物。

## 逝世
- 普羅塔哥拉（約前490年－前420年），是一個前蘇格拉底哲學家，被柏拉圖認為是詭辯學派的一員。